# Nemoraea vulgata
Nemoraea vulgata là một loài ruồi trong họ Tachinidae.